# Klavdiya Tochenova
Klavdiya Tochenova, née le 16 novembre 1921 et morte en juin 2004, est une ancienne athlète soviétique.
Aux Jeux olympiques de 1952, elle a remporté le bronze au lancer du poids derrière sa compatriote Galina Zybina et l'Allemande Marianne Werner.

## Palmarès

### Jeux olympiques d'été
- Jeux olympiques d'été de 1952 à Helsinki ( Finlande)
  -  Médaille de bronze au lancer du poids

### Championnats d'Europe d'athlétisme
- Championnats d'Europe d'athlétisme de 1950 à Bruxelles ( Belgique)
  -  Médaille d'argent au lancer du poids

### Records du monde
- 14,86 m au lancer du poids le 15 octobre 1955 à Tbilissi